# Nils Fredrik Rönnbäck
Nils Fredrik Rönnbäck (norska: Nils Fredrik Rønnbeck), född 22 mars 1820 i Storön nära Kalix, död 4 januari 1891 i Hammerfest, var en svensk-norsk skeppare och sälfångare som upptäckte Frans Josefs land 1865.

## Biografi
Rönnbäck föddes i Storön, 15 km utanför Kalix. Vid 17 års ålder, 1837, vandrade han från sin hemort till Haparanda för att sedan fortsätta norrut och anlända till Hammerfest i Nordnorge året därpå. Rönnbäck blev harpunare på ett fartyg som ofta åkte ut till havs och bedrev jakt på säl och valross. Eftersom Rönnbäck ännu inte fyllt 21 var han omyndig och tilläts egentligen inte utföra detta arbete, så han uppgav 1814 som sitt födelseår istället för 1820. Denna uppgift finns fortfarande kvar i norska kyrkohandlingar.
Efter ett par år i Hammerfest blev Rönnbäck skeppare på sitt eget skepp. Han utförde ofta fångstresor till Spetsbergens västkust och var tämligen framgångsrik. 1841 köpte han sitt första skepp, som dock förliste 1850. Rönnbäck överlevde och blev snart förmögen nog att beskaffa sig flera fartyg, bland annat skonerten Spetsbergen.
På 1860-talet började Rönnbäck söka sig längre österut i Svalbard för att finna nya jaktmarker. 1865 begav han sig, tillsammans med Johan Petter Aidijärvi, 300 km öster om Nordostlandet och påträffade ett antal öar som de kallade för Rönnbäcks land. Idag vet vi att dessa öar var de västligaste utposterna av Frans Josefs land, men äran för att ha upptäckt territoriet tillföll inte Rönnbäck eftersom han aldrig officiellt rapporterade sitt fynd. Troligen hölls området hemligt eftersom han ville nyttja jaktmarkerna utan konkurrens.
Rönnbäck dog den 4 januari 1891, vid 70 års ålder, när han halkade på en sten i Hammerfests hamn och drunknade. Rönnbäcksöarna i Svalbard är uppkallade efter honom.